# Carton noir

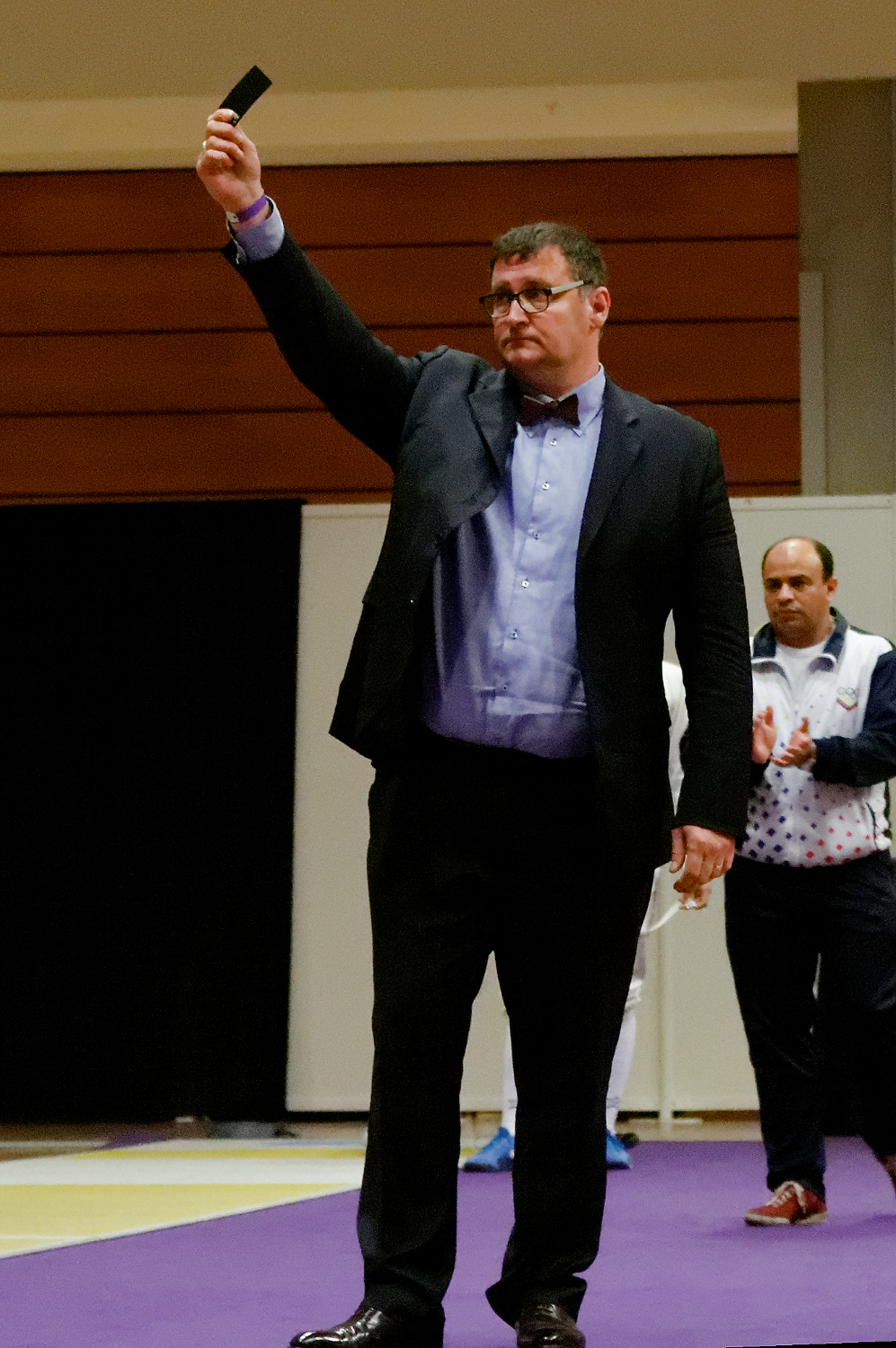
Un arbitre signifiant à un escrimeur son expulsion en lui adressant un carton noir, lors d'une compétition.

Le carton noir est un carton de pénalité qui représente, en escrime et en badminton, l'exclusion d'un joueur. Il est toutefois peu utilisé.

## Signification
Après le carton jaune (simple avertissement) puis le carton rouge (touche de pénalité accordée à l'adversaire du tireur fautif), le carton noir est brandi par l'arbitre principal. Il signifie l'expulsion et la disqualification du contrevenant. En cas de match par équipe, l'expulsion entraîne la disqualification de son équipe.
En 2016, lors des championnats panaméricains, la sabreuse dominicaine Rossy Félix Lara est sanctionnée d'un carton noir pour faute contre l’esprit sportif et insultes à l’arbitre. L'exclusion la privera de Jeux olympiques, bien qu'ayant été qualifiée pour le tournoi.

## Usages
- Acte antisportif
- Agression physique
- Injures
- Agression d'un membre du corps arbitral
- Profiter de la collusion, favoriser l'adversaire
- Toute personne ou tireur troublant l'ordre sur la piste